# 莫羅鎮區 (密蘇里州梅肯縣)
莫羅鎮區（英語：Morrow Township）是位於美國密蘇里州梅肯縣的一個行政鎮區。

## 地方資料
莫羅鎮區的面積為62.32平方千米，當中陸地面積為56.55平方千米，而水域面積為5.77平方千米。根據2020年美國人口普查的數據，當地共有人口164人，而人口密度為每平方千米2.63人。